# كرة السلة في الألعاب الأولمبية الصيفية 2016 – مسابقة الرجال

شعار الألعاب الأولمبية.

بدأت بطولة الرجال في كرة السلة في دورة الألعاب الأولمبية الصيفية 2016 في ريو دي جانيرو في 6 أغسطس وانتهت في 21 أغسطس.